# BMW i4
La BMW i4 (nome in codice G26) è un'autovettura elettrica prodotta a partire dal 2021 dalla casa automobilistica tedesca BMW. 
La vettura rappresenta la quinta auto della gamma  "i", dopo le i3, i8, iX3 e iX.

## Storia e contesto

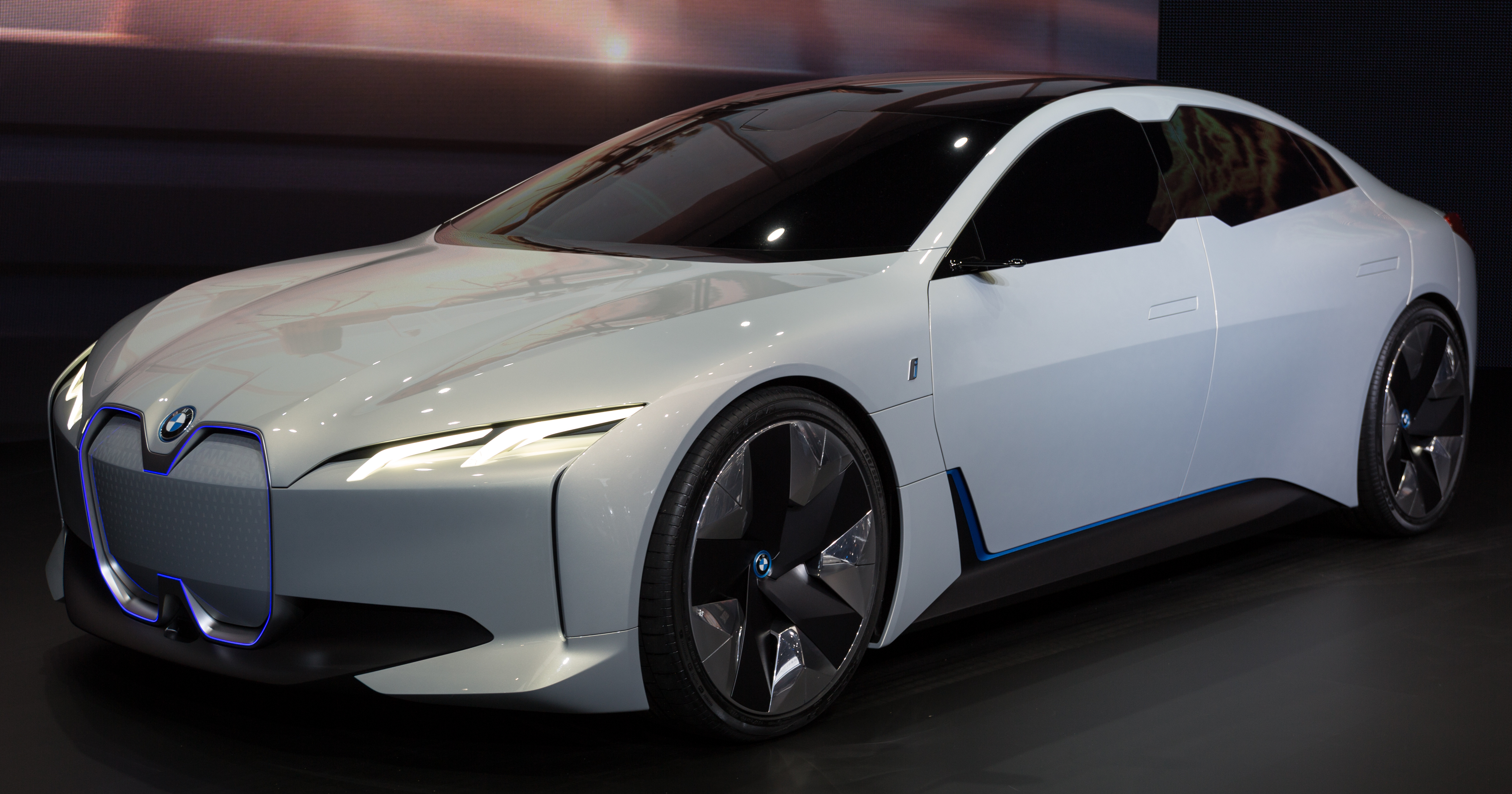
BMW i Vision Dynamics

La vettura è stata anticipata dalla concept car chiamata BMW i Vision Dynamics che è stata presentata al salone di Francoforte del 2017 e dalla BMW Concept i4 che ha debuttato al salone di Los Angeles nel marzo 2020.

### BMW i Vision Dynamics (2017)
La concept BMW i Vision Dynamics, che ha debuttato al Salone di Francoforte del 2017, è stata costruita sulla piattaforma CLAR. Era alimentata da un unico motore elettrico posto sull'asse posteriore, con prestazioni dichiarate nello 0-100 km/h coperto in 4,0 secondi e una velocità massima di oltre 200 km/h. Il design dell'i Vision Dynamics  richiamava e riprendeva molti dettagli e elementi estetici della concept BMW Vision Next 100 nel 2016.
L'i Vision Dynamics presentava una versione rielaborata della classica griglia a doppio rene BMW, che in questo caso era di forma allungata a sviluppo verticale.
La versione di serie della concept è stata annunciata al Salone di Ginevra 2018, con il nome di BMW i4. Al Salone di Parigi 2018 la BMW ha confermato il lancio della versione di serie della i4 prevista per il 2021. 

### BMW Concept i4 (2020)
La BMW Concept i4 è stata presentata a marzo 2020. Il design della Concept i4 è più vicino al modello di produzione rispetto alla i Vision Dynamics. La vettura è dotata di un singolo motore posteriore da 390 kW (523 CV). L'interno, futuristico e minimalista, era dominato dal display curvo inclinato verso il guidatore, dotato del sistema multimediale BMW iDrive di ottava generazione. Tra le altre caratteristiche figurano il tetto interamente in vetro, un misto di stoffa e pelle per la finitura dei sedili e il cruscotto con finiture in bronzo.

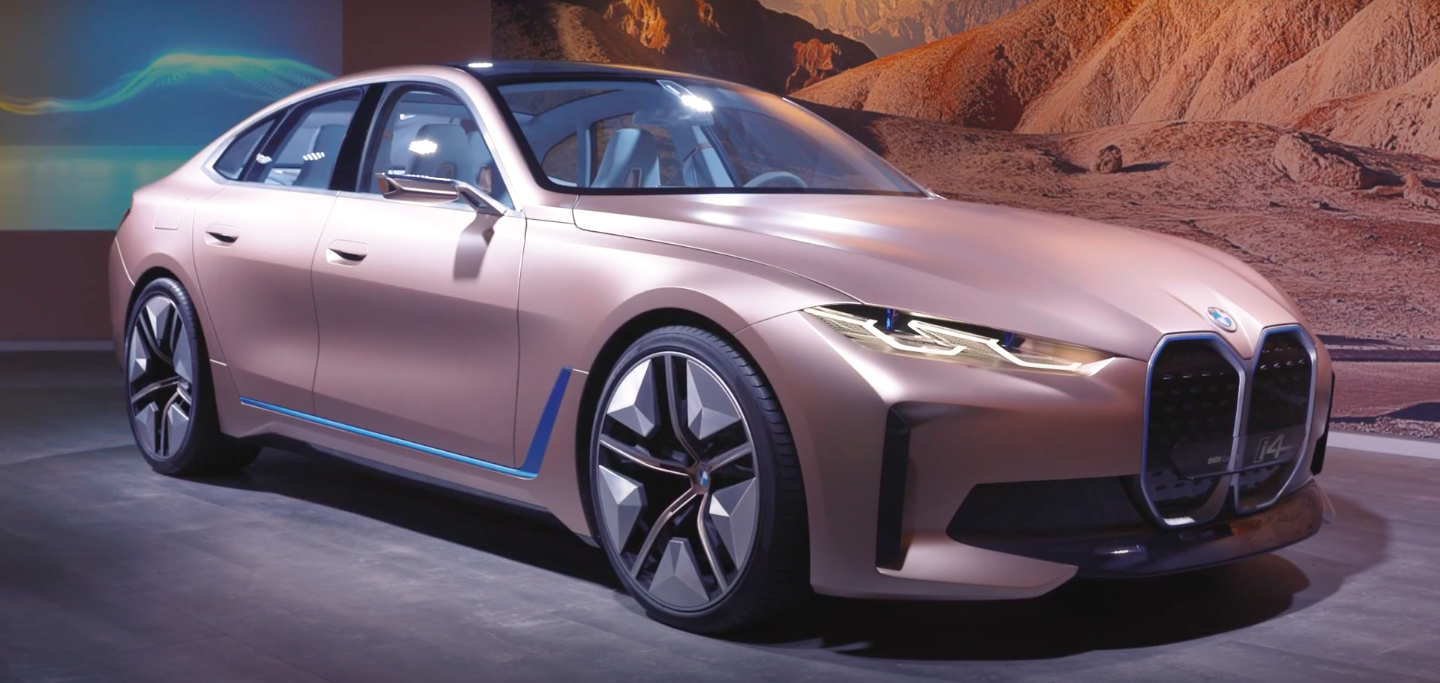
BMW Concept i4

### Produzione
La BMW ha investimento circa 200 milioni di euro per ammodernare e ristrutturare lo stabilimento di Monaco, in vista e in preparazione per la produzione in serie della BMW i4 G26, che viene costruita sulla stessa catena di montaggio delle autovetture con motori a combustione interna e ibride plug-in. Sono stati riutilizzati circa il 90% delle attrezzature già esistenti per la costruzione della carrozzeria, mentre sono stati necessari l'installazione di nuovi sistemi di costruzione, principalmente per l'assemblaggio del pianale e della struttura posteriore comprensiva del sistema elettrico e della batteria ad alta tensione, rispetto alle vetture con architetture endotermiche convenzionali. L'impianto è stato chiuso per sei settimane nell'estate del 2020 per riconvertire più di 1000 robot nel reparto carrozzeria e nell'area di assemblaggio, per prepararli alla costruzione dell'i4. Il motore elettrico viene assemblato a Dingolfing. L'i4 in veste definitiva è stata presentata nel marzo 2021.
Su una percorrenza e ciclo di vita di circa 200 000 km, la i4 in versione eDrive40 dovrebbe avere un potenziale impatto ambientale sul riscaldamento globale inferiore del 45% rispetto a quello di un modello diesel comparabile della Serie 3 G20.

## Caratteristiche tecniche

### Carrozzeria e telaio

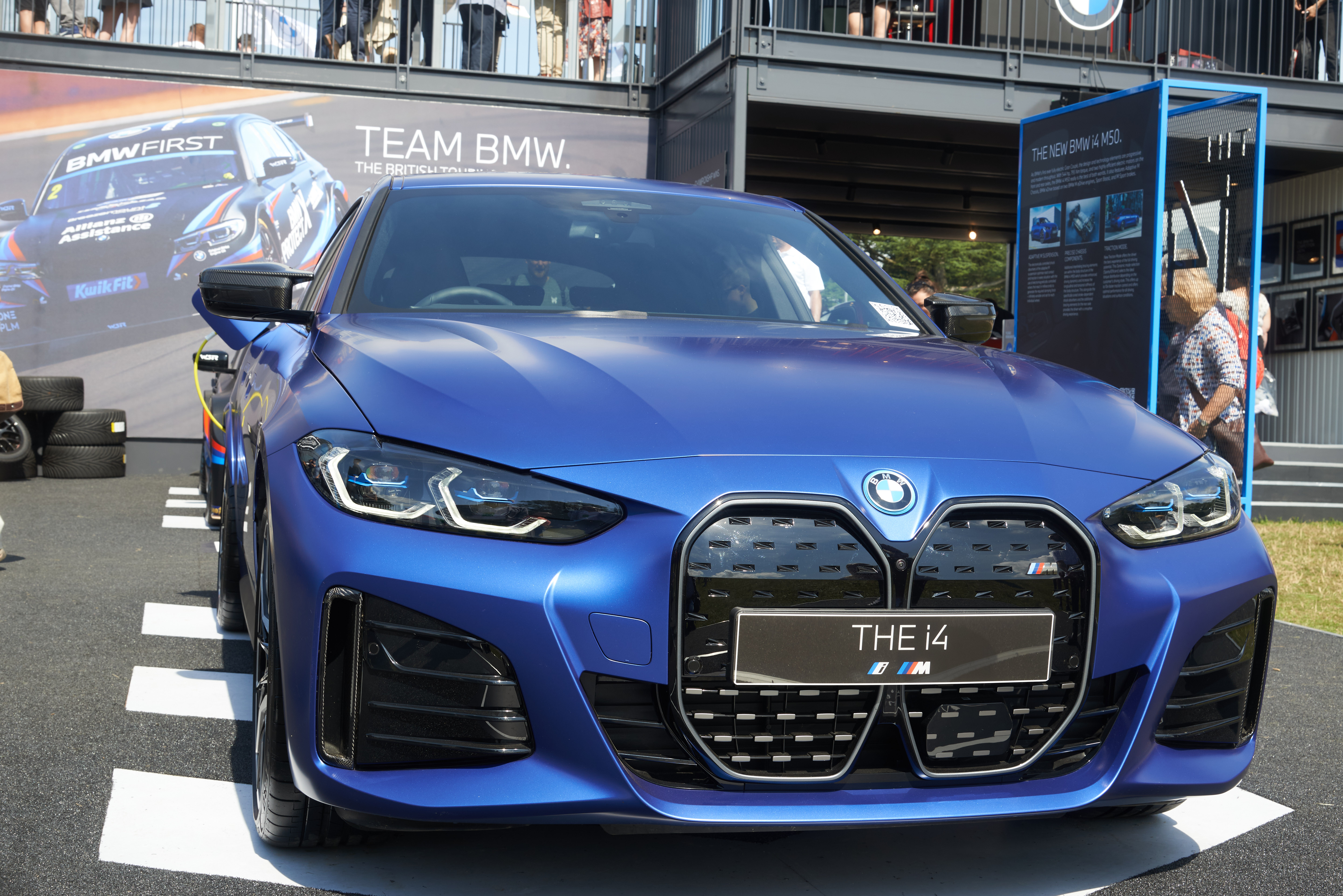
Dettaglio del
frontale; notare la calandra con il doppio rene verticale

La i4 viene costruita sulla piattaforma modulare CLAR per mantenere bassi i costi e raggiungere maggiori volumi di produzione. La i4 ha delle sospensione anteriore con montanti MacPherson a doppio snodo, mentre al retrotreno del tipo multi-link con gli ammortizzatori posteriori del tipo pneumatici, che sono dotati di un sistema di smorzamento progettato per ridurre i movimenti del corpo vettura, migliorarando la trazione e la stabilità.
L'i4 ha un sottoscocca quasi completamente carenato e piatto, per ridurre il coefficiente di resistenza che è pari a 0,24 per la eDrive40 e 0,25 per la M50. Rispetto alla serie 3 G20, ha carreggiate anteriori più larghe di 26 mm e posteriori di 13 mm. Grazie alla posizione del pacco batteria posto sotto il pianale per migliore l'agilità, il baricentro dell'i4 M50 è 34 mm più basso rispetto alla serie 3 G20. La vettura inoltre è dotata di un sistema attivo per il controllo dei flussi d'aria nella parte inferiore della griglia che può essere regolato in dieci fasi, consentendo di fornire l'aria di raffreddamento al sistema di trasmissione, alla batteria, ai freni e al sistema di condizionamento dell'aria in quantità precise. L'eDrive40 ha una distribuzione del peso pari a 45:55, mentre è di 48:52 sulla versione M50.

### Motore
I componenti per il motore elettrico della i4, la sua unità di ricarica e la batteria ad alto voltaggio sono tutti sviluppati internamente dalla BMW. Il motore elettrico, la trasmissione e l'elettronica sono tutti contenuti in un unico componente, che consente una maggiore efficienza di conversione dell'energia elettrica in quella cinetica. BMW si è anche concentrata sulla riduzione dell'utilizzo di terre rare nella batteria e nel sistema del motore elettrico. Nessuna terra rara viene utilizzato per costruire il motore mentre la batteria utilizza due terzi in meno di cobalto rispetto a prima.
La versione M50 può recuperare energia in frenata fino a un massimo di 195 kW. La M50 funziona prevalentemente con la sola trazione posteriore, risparmiando energia e aumentando così l'autonomia. Il motore elettrico più grande da 230 kW (313 CV) è posto sotto il vano bagagli posteriore, mentre quello più piccolo da 190 kW (258 CV) è  montato sotto il cofano anteriore e si attiva solo quando è richiesta maggiore potenza.

### Batteria
La batteria alta 108 mm è composta da quattro moduli con 72 celle ciascuno e tre moduli da 12 celle che si trova sotto il pianale contribuendo alla rigidità strutturale della vettura, il pacco batteria è imbullonato al pavimento con 22 bulloni. C'è anche un'ulteriore sezione della batteria alloggiata all'interno del tunnel centrale nel luogo solitamente occupato dall'albero di trasmissione. La batteria della i4 ha il 40% in più di densità di energia rispetto alla versione da 120 Ah della BMW i3.
Il sistema eDrive di quinta generazione supporta la ricarica rapida CC fino a 200 kW. La batteria può essere caricata all'80% in 31 minuti o con dieci minuti di ricarica ottenere un'autonomia di 164 km sull'eDrive40 e 140 km sull'M50. Utilizzando una wallbox con alimentazione CA e una velocità di ricarica di 11 kW, l'i4 può ricaricare la batteria dallo 0 al 100% in circa otto ore.
L'i4 è dotato di un sistema di preriscaldamento e raffreddamento delle batterie integrato che tiene conto di vari fattori come la temperatura ambientale e i cicli di ricarica, per precondizionare la temperatura del pacco batteria, facendo aumentare l'efficienza dell'autonomia fino al 31 percento durante la guida nei percorsi urbani.

### Dotazione
Tutti i modelli sono dotati del sistema di infotainment iDrive 8, che include un assistente vocale e un sistema di controlli gestuale. Il quadro strumenti e il sistema multimediale sono integrati nel BMW Curved Display, che combina il cruscotto da 12,3 pollici e il sistema di infotainment da 14,9 pollici touchscreen. Il sistema iDrive 8 è dotato di funzionalità Apple CarPlay e Android Auto, compatibilità con il 5G, la funzionalità over-the-air che incorpora aggiornamenti alle funzioni di guida, come l'assistenza alla guida e le funzioni di guida semi-autonome.
La dotazione di serie comprende un volante sportivo con pulsanti multifunzione e sedili sportivi, climatizzatore a tre zone, preriscaldamento e precondizionamento della batteria e portellone ad azionamento elettrico. I fari e le luci posteriori sono completamente a LED, in opzione possono essere dotati di fanali anteriori laser.
La i4 è dotata di un sistema acustico per l'avviso ai pedoni, composto da un suono generato artificialmente prodotto da altoparlanti esterni che si attivano quando si guida fino a 21 km/h in Europa o 31 km/h negli Stati Uniti. Inoltre la vettura monta 40 sistemi di assistenza alla guida, che le consentono di avere la guida semi-autonoma di livello 2.

### Motorizzazioni
I modelli disponibili al lancio sono l'M50, variante ad alte prestazioni dotata di un sistema a quattro ruote motrici xDrive con doppio motore e la eDrive40 con un layout a trazione posteriore un solo motore.

## Riepilogo caratteristiche
| Versione                               | i4 eDrive35 | i4 eDrive40 | i4 M50 |
| Powertrain                             | Motore e trazione posteriore (RWD) | Motore e trazione posteriore (RWD) | Trazione integrale a doppio motore (xDrive)                                                                                           |
| -------------------------------------- | --- | --- | --- |
| Capacità della batteria (utilizzabile) | 60 kWh | 83,9 kWh (81,5 kWh) | 83,9 kWh (81,5 kWh) |
| Autonomia                              | TBA | 590 kmWLTP 483 kmEPA | 510 kmWLTP 394 kmEPA |
| Motore                                 | Motore elettrico sincrono trifase | Motore elettrico sincrono trifase | Motore elettrico sincrono trifase anteriore e posteriore                                                                              |
| Potenza                                | 200 kW (272 CV) | 250 kW (340 CV) | 400 kW (544 CV) |
| Coppia                                 | TBA | 430 Nm | 795 Nm |
| Accelerazione 0–100 km/h               | TBA | 5,7 secondi | 3,9 secondi |
| Velocità massima                       | N/A | 190 km/h | 225 km/h |
| Velocità di ricarica rapida CC         | Fino a 200 kW CC tramite CCS Combo 2                                                                                                  | Fino a 200 kW CC tramite CCS Combo 2                                                                                                  | Fino a 200 kW CC tramite CCS Combo 2                                                                                                  |
| Velocità di carica AC                  | AC trifase 11 kW tramite Tipo 2 | AC trifase 11 kW tramite Tipo 2 | AC trifase 11 kW tramite Tipo 2 |
| Bagaglio                               | Volume massimo di 1290 litri con sedili posteriori ripiegati. Baule posteriore da 470 + 38 litri per caricare i cavi nel doppio fondo | Volume massimo di 1290 litri con sedili posteriori ripiegati. Baule posteriore da 470 + 38 litri per caricare i cavi nel doppio fondo | Volume massimo di 1290 litri con sedili posteriori ripiegati. Baule posteriore da 470 + 38 litri per caricare i cavi nel doppio fondo |
| Peso                                   | TBA | 2125 kg | 2290 kg |